# Joel Thomas (Schwimmer)
Joel Ladd Thomas (* 13. Dezember 1966 in Pasadena, Kalifornien) ist ein ehemaliger Schwimmer aus den Vereinigten Staaten. Er gewann eine olympische Goldmedaille sowie je eine Gold- und eine Silbermedaille bei Panamerikanischen Spielen.

## Karriere
Joel Thomas besuchte die University of California, Berkeley. Mit deren Sportteam, den California Golden Bears, gewann er 1987 und 1988 die Meisterschaft der National Collegiate Athletic Association im Wasserball. 1987 nahm er als Schwimmer an der Universiade in Zagreb teil. Dort gewann er die Goldmedaille mit der 4-mal-100-Meter-Freistilstaffel.
Bei den Panamerikanischen Spielen 1991 in Havanna siegte Thomas mit der 4-mal-100-Meter-Lagenstaffel. Über 100 Meter Freistil gewann er die Silbermedaille hinter dem Brasilianer Gustavo Borges.
Im Jahr darauf bei den olympischen Schwimmwettbewerben 1992 in Barcelona qualifizierte sich die 4-mal-100-Meter-Freistilstaffel in der Besetzung Joe Hudepohl, Shaun Jordan, Joel Thomas und Jon Olsen mit der zweitbesten Zeit für das Finale. Im Finale siegten Joe Hudepohl, Matt Biondi, Tom Jager und Jon Olsen vor der Staffel des Vereinten Teams und den Deutschen. Alle sechs eingesetzten Schwimmer erhielten eine Goldmedaille.